# Serethor
Serethor – kobieta żyjąca podczas panowania I dynastii, żona faraona Dena.